# 걸음걸이

코끼리의 걸음걸이.

걸음걸이는 걷는 모양새를 의미한다.

## 걸음걸이와 관련된 다양한 표현들
- 팔자걸음 - 발을 바깥쪽 대각선 방향으로 돌린채 걷는 걸음
- 안짱걸음/안짱다리 - 발을 안쪽 대각선 방향으로 돌린채 걷는 걸음
- 모걸음 - 옆으로 걷는 걸음
- 만지걸음 - 두발을 자주 떼어 놓으며 걷는 걸음
- 울력걸음 - 여러 사람이 떨쳐나서는 데 덩달아 끼어서 함께 걷는 걸음
- 웨죽걸음 - 팔을 훼훼 내저으며 느릿느릿 걷는 걸음
- 물레걸음 - 천천히 바퀴를 돌려서 뒷걸음질 치는 걸음

## 같이 보기
- 걷기